# 690er
Portal Geschichte | Portal Biografien | Aktuelle Ereignisse | Jahreskalender | Tagesartikel

◄ |
6. Jh. |
7. Jahrhundert
| 8. Jh. | ►

◄ |
660er |
670er |
680er |
690er
| 700er | 710er | 720er | ►

690 |
691 |
692 |
693 |
694 |
695 |
696 |
697 |
698 |
699

## Ereignisse
- Kalif Abd al-Malik erbaut am Standort des Ersten und des Zweiten Tempels auf dem Tempelberg in Jerusalem den Felsendom. Er führt den Dinar als Währung in seinem Reich ein.
- Kaiserin Wu Zetian erhebt den Buddhismus in China zur Staatsreligion.
- An der Spitze Venedigs übernimmt 697 (der Legende nach) ein erstmals von Adel und Klerus gewählter Dux (später Doge) als Stadtoberhaupt die Führung des Stadtstaates. Erster Träger des Amtes ist Paulicius.
- 692: auf der Trullanischen Synode wird der ostkirchliche Kanon fixiert.